# Archepsilonema schizocricum
Archepsilonema schizocricum är en rundmaskart som beskrevs av Steiner 1931. Archepsilonema schizocricum ingår i släktet Archepsilonema och familjen Epsilonematidae. Inga underarter finns listade i Catalogue of Life.